# Sivalimnobia
Sivalimnobia is een ondergeslacht van het geslacht van insecten Dicranomyia binnen de familie steltmuggen (Limoniidae).

## Soorten
- D. (Sivalimnobia) alticola (Edwards, 1916)
- D. (Sivalimnobia) approximata (Brunetti, 1912)
- D. (Sivalimnobia) aquosa (Verrall, 1886)
- D. (Sivalimnobia) bicolor (Brunetti, 1918)
- D. (Sivalimnobia) clavula (Alexander, 1972)
- D. (Sivalimnobia) euphileta (Alexander, 1924)
- D. (Sivalimnobia) excelsa (Alexander, 1915)
- D. (Sivalimnobia) fortis (Brunetti, 1912)
- D. (Sivalimnobia) kali (Alexander, 1963)
- D. (Sivalimnobia) marginella (Alexander, 1929)
- D. (Sivalimnobia) nongkodjadjarensis (de Meijere, 1913)
- D. (Sivalimnobia) pererratica (Alexander, 1973)
- D. (Sivalimnobia) pleiades (Alexander, 1931)
- D. (Sivalimnobia) rahula (Alexander, 1963)
- D. (Sivalimnobia) uma (Alexander, 1967)